# Торънс
 Тази статия е за града в Калифорния, САЩ.  За окръга в Ню Мексико вижте Торънс (окръг).  
То̀рънс (на английски: Torrance) е град в окръг Лос Анджелис в щата Калифорния, САЩ. Торънс е с население от 142 621 жители (приблизителна оценка 2003 г.), а общата му площ е 53,20 км² (20,50 мили²). Торънс има 24 градски парка. В градът са централните офиси за САЩ на два от трите основни японски производителя на автомобили Тойота и Хонда. В градът се намира и Летище Торънс.

## Личности
- Мишел Кван, олимпийска и световна шампионка по фигурно пързаляне
- Чък Норис, актьор
- Брандън Кол, актьор